# Jean-Louis Trintignant
Jean-Louis Xavier Trintignant (IPA: [ʒɑ̃.lwi tʁɛ̃tiɲɑ̃]; Piolenc, 11 dicembre 1930 – Uzès, 17 giugno 2022) è stato un attore, regista e sceneggiatore francese.

## Biografia

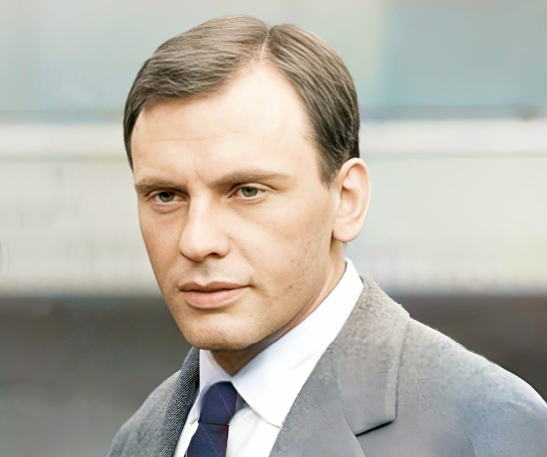
Jean-Louis Trintignant a Roma nel 1963

Il padre, Raoul Trintignant, era industriale e fu sindaco di Pont-Saint-Esprit dal 1944 al 1947. Era inoltre stato nella resistenza: venne arrestato nel 1944 dall'esercito tedesco e imprigionato a Baumettes fino alla liberazione. La madre, Claire Tourtin, veniva da una famiglia ricca originaria di Bollène e durante la guerra ebbe una relazione con un soldato tedesco, cosa che causò tra marito e moglie rapporti tesissimi che sul piccolo Jean-Louis si ripercossero durante tutta l'infanzia. Tre suoi zii erano amanti dei motori e due di essi, Louis (1903-1933) e Maurice Trintignant riscossero anche ottimi risultati, oltre a proseguire l'attività vinicola di famiglia.
Negli anni Cinquanta studiò teatro prima di imporsi nel film Piace a troppi (1955) di Roger Vadim, al fianco di Brigitte Bardot. La carriera di Trintignant si interruppe per alcuni anni a causa del servizio militare obbligatorio. Dopo aver servito ad Algeri, ritornò a Parigi per proseguire la sua attività cinematografica. Nel 1962 recitò a fianco di Vittorio Gassman nel capolavoro Il sorpasso, per la regia di Dino Risi, nel ruolo del timido studente Roberto Mariani. Nel 1965 partecipò al film Io uccido, tu uccidi.
Il grande successo del film Un uomo, una donna (1966) di Claude Lelouch gli assicurò la fama di star internazionale. Trintignant, che in questo film interpreta il ruolo di un pilota automobilistico, nella realtà era effettivamente nipote di Jean-Louis Trintignant, pilota morto in un incidente nel 1933 mentre si stava esercitando sul circuito di Péronne, nella Piccardia. Un altro suo zio, Maurice Trintignant, nato nel 1917, fu un pilota di Formula 1, vincitore due volte del Gran Premio di Monaco e della 24 Ore di Le Mans.
Recitò successivamente in film come Il conformista (1970) di Bernardo Bertolucci e il thriller politico Z - L'orgia del potere (1969), che gli fece vincere il premio per il miglior attore al Festival di Cannes nel 1969. Durante gli anni Settanta recitò in numerosi film di successo, tra i quali La donna della domenica (1975) di Luigi Comencini, e Il deserto dei Tartari (1976) di Valerio Zurlini. Nel 1983 fu protagonista dell'ultima pellicola di François Truffaut, Finalmente domenica!, accanto a Fanny Ardant, ma anche della prima pellicola di Gianni Amelio Colpire al cuore.
Tra la fine degli anni Ottanta e gli inizi degli anni Novanta, Trintignant diradò la sua attività per problemi di salute conseguenti a un incidente stradale. Il suo ruolo nell'ultimo film di Krzysztof Kieślowski, Tre colori - Film rosso (1994) gli valse una candidatura come miglior attore al Premio César. Nel 2012 fu protagonista accanto a Emmanuelle Riva del film drammatico Amour, diretto da Michael Haneke. Nel 2019 recitò di nuovo con Anouk Aimée nel terzo capitolo della saga Un uomo, una donna, I migliori anni della nostra vita, sempre diretto da Claude Lelouch.
Muore il 17 giugno 2022 ad Uzès all'età di 91 anni.

## Vita privata
Nel 1954 si sposò con l'attrice Stéphane Audran, da cui si separò nel 1956. Dopo il divorzio e una breve relazione con Brigitte Bardot, sposò nel 1960 Nadine Marquand, attrice, scenografa e regista (da cui divorziò nel 1976). Dall'unione nacquero tre figli, Marie, Pauline e Vincent. Pauline morì nella culla nel 1969 all'età di dieci mesi, mentre Marie, che recitò al fianco del padre in una decina di produzioni cinematografiche e televisive, morì tragicamente nel 2003 per le lesioni inflittele dal compagno Bertrand Cantat, voce del gruppo Noir Désir. 
Nel 2000 sposò la pilota Marianne Hoepfner.

## Filmografia

Trintignant nel film Estate violenta (1959)

Jean-Louis Trintignant, a sinistra, con Vittorio Gassman sulla Lancia Aurelia B24 nel film Il sorpasso (1962)

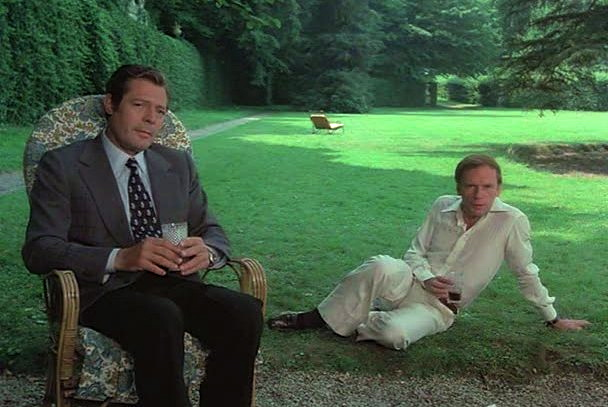
Trintignant (a destra) insieme a Marcello Mastroianni nel film La donna della domenica (1975)

### Attore

#### Cinema
- S.O.S. Lutezia (Si tous les gars du monde...), regia di Christian-Jaque (1956)
- La legge della strada (La Loi des rues), regia di Ralph Habib (1956)
- Piace a troppi (Et Dieu... créa la femme), regia di Roger Vadim (1956)
- Club di ragazze (Club de femmes), regia di Ralph Habib (1956)
- Le relazioni pericolose (Les Liaisons dangereuses), regia di Roger Vadim (1959)
- Estate violenta, regia di Valerio Zurlini (1959)
- Parfois le dimanche, regia di Adonis Kyrou e Raoul Sangla – cortometraggio (1959)
- La Millième Fenêtre, regia di Robert Ménégoz (1960)
- La battaglia di Austerlitz (Austerlitz), regia di Abel Gance (1960)
- Le Cœur battant, regia di Jacques Doniol-Valcroze (1960)
- Piena luce sull'assassino (Pleins feux sur l'assassin), regia di Georges Franju (1961)
- Antinea, l'amante della città sepolta, regia di Giuseppe Masini e Edgar G. Ulmer (1961)
- Il pozzo delle tre verità (Le Puits aux trois vérités), regia di François Villiers (1961)
- Il gioco della verità (Le Jeu de la vérité), regia di Robert Hossein (1961)
- Horace - La terribile notte (Horace 62), regia di André Versini (1962)
- La lussuria (La Luxure), regia di Jacques Demy, episodio de I sette peccati capitali (Les Sept Péchés capitaux) (1962)
- Gli amanti dell'isola (Le Combat dans l'île), regia di Alain Cavalier (1962)
- Il sorpasso, regia di Dino Risi (1962)
- Un jour à Paris, regia di Serge Korber – cortometraggio (1962)
- Il successo, regia di Mauro Morassi (1963)
- Il castello in Svezia (Château en Suède), regia di Roger Vadim (1963)
- La dolce pelle di Yvonne (Les Pas perdus), regia di Jacques Robin (1964)
- Les Siffleurs, regia di Eino Ruutsalo (1964)
- Mata-Hari, agente segreto H21 (Mata Hari, agent H21), regia di Jean-Louis Richard (1964)
- L'Enfer, regia di Henri-Georges Clouzot (1964)
- La donna che viveva sola, regia di Gianni Puccini, episodio di Io uccido, tu uccidi (1965)
- La Bonne Occase, regia di Michel Drach (1965)
- Angelica alla corte del re (Merveilleuse Angélique), regia di Bernard Borderie (1965)
- Vagone letto per assassini (Compartiment tueurs), regia di Costa-Gavras (1965)
- Fragilité, ton nom est femme, regia di Nadine Trintignant – cortometraggio (1965)
- Un giovane, una giovane (Un garçon, une fille. Le dix-septième ciel), regia di Serge Korber (1966)
- La lunga marcia (La Longue Marche), regia di Alexandre Astruc (1966)
- Un uomo, una donna (Un homme et une femme), regia di Claude Lelouch (1966)
- Un gettone per il patibolo (Safari diamants), regia di Michel Drach (1966)
- Parigi brucia? (Paris brûle-t-il ?), regia di René Clément (1966)
- Trans-Europ-Express, regia di Alain Robbe-Grillet (1966)
- Col cuore in gola, regia di Tinto Brass (1967)
- Mon amour, mon amour, regia di Nadine Trintignant (1967)
- Un uomo da abbattere (Un homme à abattre), regia di Philippe Condroyer (1967)
- La morte ha fatto l'uovo, regia di Giulio Questi (1968)
- Le cerbiatte (Les Biches), regia di Claude Chabrol (1968)
- L'uomo che mente (L'Homme qui ment), regia di Alain Robbe-Grillet (1968)
- Il grande silenzio, regia di Sergio Corbucci (1968)
- La matriarca, regia di Pasquale Festa Campanile (1968)
- Z - L'orgia del potere (Z), regia di Costa-Gavras (1969)
- Metti, una sera a cena, regia di Giuseppe Patroni Griffi (1969)
- Il ladro di crimini (Le Voleur de crimes), regia di Nadine Trintignant (1969)
- La mia notte con Maud (Ma nuit chez Maud), regia di Éric Rohmer (1969)
- La battaglia di Thala (L'Opium et le Bâton), regia di Ahmed Rachedi (1969)
- L'Américain, regia di Marcel Bozzuffi (1969)
- Così dolce... così perversa, regia di Umberto Lenzi (1969)
- Remparts d'argile, regia di Jean-Louis Bertucelli (1970)
- Il conformista, regia di Bernardo Bertolucci (1970)
- Las secretas intenciones, regia di Antonio Eceiza (1970)
- La canaglia (Le Voyou), regia di Claude Lelouch (1970)
- Senza movente (Sans mobile apparent), regia di Philippe Labro (1971)
- La corsa della lepre attraverso i campi (La course du lievre a travers les champs), regia di René Clément (1972)
- L'attentato (L'Attentat), regia di Yves Boisset (1972)
- Funerale a Los Angeles (Un homme est mort), regia di Jacques Deray (1972)
- Una giornata spesa bene (Une journée bien remplie ou Neuf meurtres insolites dans une même journée par un seul homme dont ce n'est pas le métier), regia di Jean-Louis Trintignant (1973)
- L'uomo in basso a destra nella fotografia (Défense de savoir), regia di Nadine Trintignant (1973)
- Noi due senza domani (Le Train), regia di Pierre Granier-Deferre (1973)
- I violini del ballo (Les Violons du bal), regia di Michel Drach (1974)
- Spostamenti progressivi del piacere (Glissements progressifs du plaisir), regia di Alain Robbe-Grillet (1974)
- Il montone infuriato (Le Mouton enragé), regia di Michel Deville (1974)
- Coppie infedeli (L'Escapade), regia di Michel Soutter (1974)
- Il segreto (Le Secret), regia di Robert Enrico (1974)
- Giochi di fuoco (Le Jeu avec le feu), regia di Alain Robbe-Grillet (1975)
- Appuntamento con l'assassino (L'Agression), regia di Gérard Pirès (1975)
- Flic Story, regia di Jacques Deray (1975)
- Codice 215: Valparaiso non risponde (Il pleut sur Santiago), regia di Helvio Soto (1975)
- La donna della domenica, regia di Luigi Comencini (1975)
- Caccia al montone (L'Ordinateur des pompes funèbres), regia di Gérard Pirès (1976)
- Un giorno e una notte (Le Voyage de noces), regia di Nadine Trintignant (1976)
- Il deserto dei tartari, regia di Valerio Zurlini (1976)
- Viaggio di paura (Les Passagers), regia di Serge Leroy (1977)
- Repérages, regia di Michel Soutter (1977)
- I soldi degli altri (L'Argent des autres), regia di Christian Chalonge (1978)
- Il maestro di nuoto (Le Maître-nageur), regia di Jean-Louis Trintignant (1979)
- La notte in bianco (Melancoly Baby), regia di Clarisse Gabus (1979)
- La terrazza, regia di Ettore Scola (1980)
- La banchiera (La Banquière), regia di Francis Girod (1980)
- Vi amo (Je vous aime), regia di Claude Berri (1980)
- Un assassin qui passe, regia di Michel Vianey (1981)
- Passione d'amore, regia di Ettore Scola (1981)
- Malevil, regia di Christian de Chalonge (1981)
- Rebus per un delitto (Une affaire d'hommes), regia di Nicolas Ribowski (1981)
- Acque profonde (Eaux profondes), regia di Michel Deville (1981)
- Il grande perdono (Le Grand Pardon), regia di Alexandre Arcady (1982)
- Killer boulevard (Boulevard des assassins), regia di Boramy Tioulong (1982)
- Il mondo nuovo (La Nuit de Varennes), regia di Ettore Scola (1982)
- Colpire al cuore, regia di Gianni Amelio (1983)
- Finalmente domenica! (Vivement dimanche!), regia di François Truffaut (1983)
- La crime, regia di Philippe Labro (1983)
- Sotto tiro (Under Fire), regia di Roger Spottiswoode (1983)
- Scandalo a palazzo (Le Bon Plaisir), regia di Francis Girod (1984)
- Donne di nessuno (Femmes de personne), regia di Christopher Frank (1984)
- Viva la vita (Viva la vie!), regia di Claude Lelouch (1984)
- L'estate prossima (L'Été prochain), regia di Jean-Louis Trintignant (1985)
- Tornare per rivivere (Partir, revenir), regia di Claude Lelouch (1985)
- Rendez-vous, regia di André Téchiné (1985)
- Sortüz egy fekete bivalyért, regia di László Szabó (1985)
- L'Homme aux yeux d'argent, regia di Pierre Granier-Deferre (1985)
- Un uomo, una donna oggi (Un homme et une femme : 20 ans déjà), regia di Claude Lelouch (1986)
- 15 août, regia di Nicole Garcia – cortometraggio (1986)
- La donna della mia vita (Le Femme de ma vie), regia di Régis Wargnier (1986)
- Le moustachu, regia di Dominique Chaussois (1987)
- La valle fantasma (La Vallée fantôme), regia di Alain Tanner (1987)
- Bunker Palace Hôtel, regia di Enki Bilal (1989)
- Merci la vie - Grazie alla vita (Merci la vie), regia di Bertrand Blier (1991)
- L'Instinct de l'ange, regia di Richard Dembo (1993)
- L'Œil écarlate, regia di Dominique Roulet (1993)
- Tre colori - Film rosso (Trois couleurs: Rouge), regia di Krzysztof Kieślowski (1994)
- Regarde les hommes tomber, regia di Jacques Audiard (1994)
- Fiesta, regia di Pierre Boutron (1995)
- C'est jamais loin, regia di Alain Centonze (1996)
- Un héros très discret, regia di Jacques Audiard (1996)
- Tykho Moon, regia di Enki Bilal (1996)
- Un homme est tombé dans la rue, regia di Dominique Roulet (1996)
- Ceux qui m'aiment prendront le train, regia di Patrice Chéreau (1998)
- Janis & John (Janis et John), regia di Samuel Benchetrit (2003)
- Amour, regia di Michael Haneke (2012)
- Happy End, regia di Michael Haneke (2017)
- I migliori anni della nostra vita (Les Plus Belles Années d'une vie), regia di Claude Lelouch (2019)

#### Televisione
- L'Assassin a pris le métro, regia di François Chatel – film TV (1955)
- L'Un d'entre vous, regia di Lazare Iglesis – film TV (1963)
- Avatar, regia di Lazare Iglesis – film TV (1964)
- Le Train bleu s'arrête 13 fois – serie TV, episodio 1x03 (1965)
- Credo, regia di Jacques Deray – film TV (1983)
- Julie de Carneilhan, regia di Christopher Frank – film TV (1990)
- Pour un oui ou pour un non, regia di Jacques Doillon – film TV (1990)
- La Controverse de Valladolid, regia di Jean-Daniel Verhaeghe – film TV (1992)
- L'Interdiction, regia di Jean-Daniel Verhaeghe – film TV (1993)
- L'Insoumise, regia di Nadine Trintignant – film TV (1996)

### Doppiatore
- La société est une fleur carnivore, regia di Guy Chalon e Gérard Gozlan – cortometraggio (1968)
- Il giorno del perdono (Le Grand Pardon II), regia di Alexandre Arcady (1992)
- Rêveuse jeunesse, regia di Nadine Trintignant – film TV (1994)
- La città perduta (La Cité des enfants perdus), regia di Marc Caro e Jean-Pierre Jeunet (1995)
- Immortal Ad Vitam (Immortel (ad vitam)), regia di Enki Bilal (2004) - non accreditato
- Galilée ou L'Amour de Dieu, regia di Jean-Daniel Verhaeghe – film TV (2005)

### Regista
- Una giornata spesa bene (Une journée bien remplie ou Neuf meurtres insolites dans une même journée par un seul homme dont ce n'est pas le métier) (1973)
- Il maestro di nuoto (Le Maître-nageur) (1979)

### Sceneggiatore
- Una giornata spesa bene (Une journée bien remplie ou Neuf meurtres insolites dans une même journée par un seul homme dont ce n'est pas le métier) (1973)

## Riconoscimenti
- Festival di Cannes
  - 1969 – Prix d'interprétation masculine per Z - L'orgia del potere
- Festival di Berlino
  - 1968 – Orso d'argento per il miglior attore per L'uomo che mente
- Premio César
  - 1987 – Candidatura al migliore attore non protagonista per La donna della mia vita
  - 1995 – Candidatura al migliore attore per Tre colori - Film rosso
  - 1996 – Candidatura al migliore attore per Fiesta
  - 1999 – Candidatura al migliore attore non protagonista per Ceux qui m'aiment prendront le train
  - 2013 – Migliore attore per Amour
- David di Donatello
  - 1972 – David speciale
- European Film Awards
  - 2012 – Miglior attore per Amour
  - 2017 – Candidatura al miglior attore per Happy End
- Premio Lumière
  - 2013 – Miglior attore per Amour
- National Society of Film Critics Awards
  - 1971 – Candidatura al migliore attore per La mia notte con Maud

## Doppiatori italiani
Nelle versioni in italiano dei suoi film, Jean-Louis Trintignant è stato doppiato da:
- Cesare Barbetti in Angelica alla corte del re, Vagone letto per assassini, La matriarca, Metti, una sera a cena, La mia notte con Maud, Così dolce... così perversa, La corsa della lepre attraverso i campi, Funerale a Los Angeles, Noi due senza domani, Spostamenti progressivi del piacere, Appuntamento con l'assassino, Finalmente domenica!, Un uomo, una donna oggi
- Sergio Graziani in Un uomo, una donna, La morte ha fatto l'uovo, Z - L'orgia del potere, Il ladro di crimini, Il conformista, Il montone infuriato, Flic Story, Passione d'amore, Tre colori - Film rosso
- Pino Colizzi ne Il successo, La donna della domenica, L'estate prossima
- Massimo Turci in Piace a troppi, La battaglia di Austerlitz
- Paolo Ferrari in Estate violenta, Il sorpasso
- Giancarlo Maestri in Col cuore in gola, Un uomo da abbattere
- Giuseppe Rinaldi ne Il castello in Svezia
- Riccardo Cucciolla in Io uccido, tu uccidi
- Nando Gazzolo in Parigi brucia?
- Rino Bolognesi ne La notte in bianco
- Francesco Carnelutti ne La terrazza
- Gino La Monica in Colpire al cuore
- Gianni Gaude in Janis et John
- Nino Prester in Amour
- Adalberto Maria Merli in Happy End
- Pietro Biondi ne I migliori anni della nostra vita

Da doppiatore è stato sostituito da:
- Oreste Lionello ne La città perduta